# 帯一郎
帯 一郎（たて いちろう、生没年不詳）は、日本の元俳優である。本名は帶刀 繁隆（たてわき しげたか）。趣味はパチンコ。

## 人物
1950年代、東宝の専属俳優として活動していた。特に、1954年（昭和29年）11月3日に公開された本多猪四郎監督映画『ゴジラ』で演じた、GHK実況アナウンサー役が有名である。
ところが、1957年（昭和35年）7月30日に公開された鈴木英夫監督映画『最後の英雄』以降の出演作品が見当たらず、同年以降に発行された東宝の社員名簿にも名前が記載されていない。同じく東宝の専属俳優であった記平佳枝によれば、俳優業は早く廃業して別の会社に行ってしまった、と証言している。また、中島春雄によれば、在籍当時は好男子でモテたという。

## 主な出演作品

### 東宝
特筆以外、全て製作・配給は「東宝」である。
- 女三四郎（1950年、渡辺邦男監督）[注釈 2]
- 歌姫都へ行く（1950年、佐藤武監督）[注釈 3]
- その人の名は言えない（1951年、杉江敏男監督）
- 哀愁の夜（1951年、杉江敏男監督）
- 私はシベリヤの捕虜だった（1952年、阿部豊監督）
- 四十八人目の男（1952年、佐伯清監督） - 吉良の侍
- 太平洋の鷲（1953年、本多猪四郎監督） - 搭乗士官3[5]
- さらばラバウル 最後の戦闘機（1954年、本多猪四郎監督） - 指揮所の参謀
- かくて自由の鐘は鳴る 福沢諭吉傳（1954年、熊谷久虎監督） - 奥平壱岐
- ゴジラ（1954年、本多猪四郎監督） - アナウンサーB[5]（GHKテレビアナウンサー[1]）
- 密輸船（1954年、杉江敏男監督）
- 透明人間（1954年、小田基義監督） - タクシーの運転手[1][注釈 4]
- ゴジラの逆襲（1955年、小田基義監督） - 海洋漁業KK北海道支社員[6]、アナウンサーの声[1][注釈 4]
- 空の大怪獣 ラドン（1956年、本多猪四郎監督） - 新聞記者[1][注釈 4]
- 危険な英雄（1957年、鈴木英夫監督）